# Sperrballon

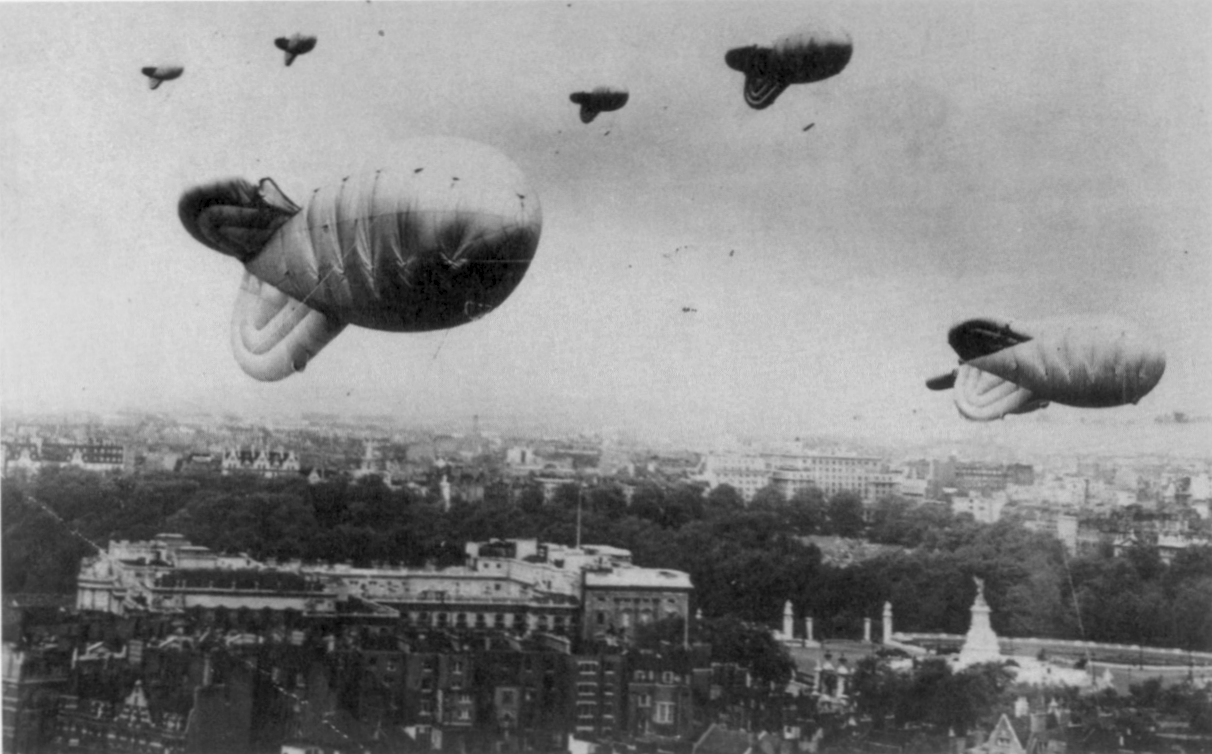
Foto der Sperrballone über London 1939–1945, Buckingham Palace und das Victoria Memorial groß im Bild

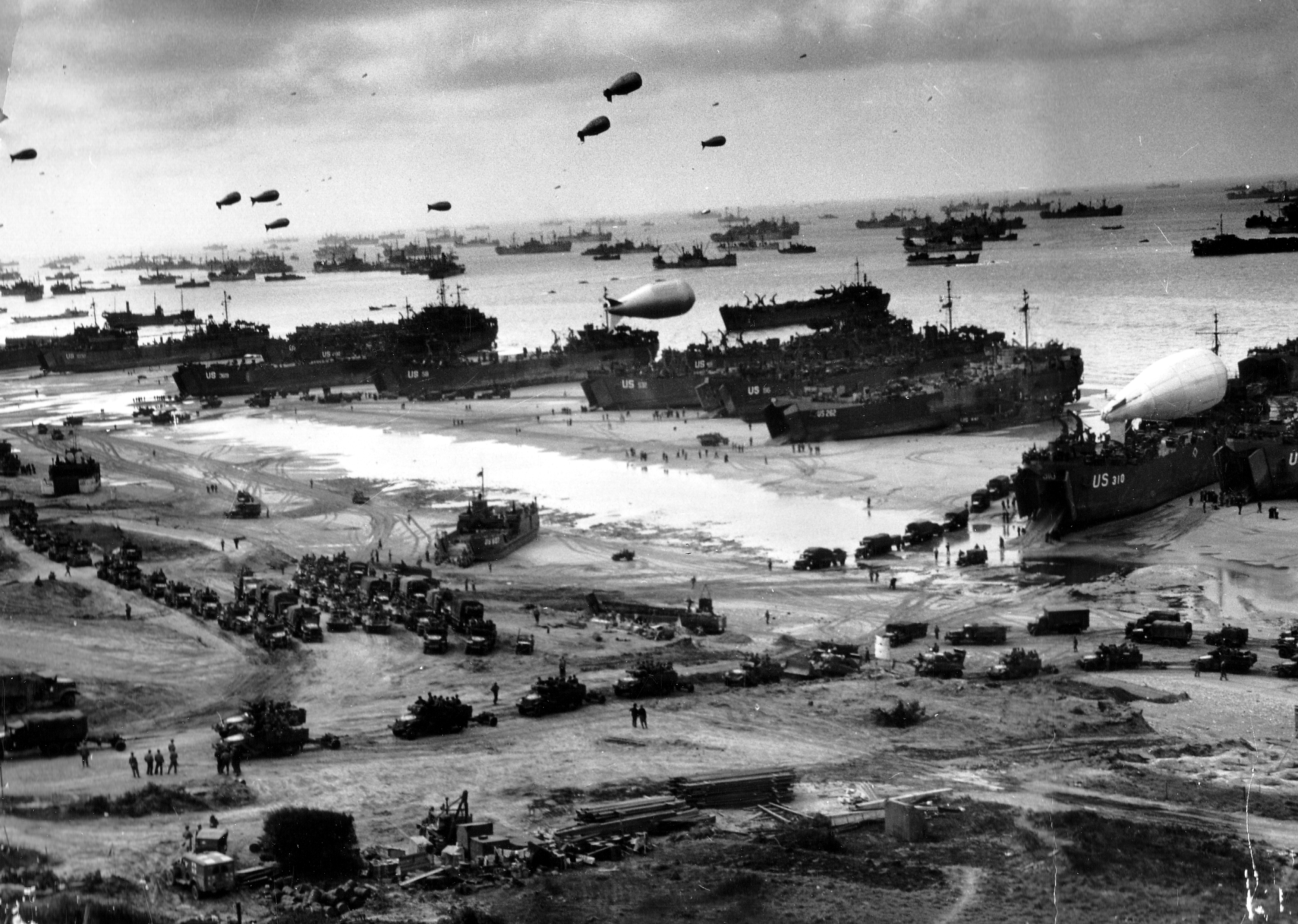
Sperrballone über US-Schiffen in der Normandie (Juni 1944)

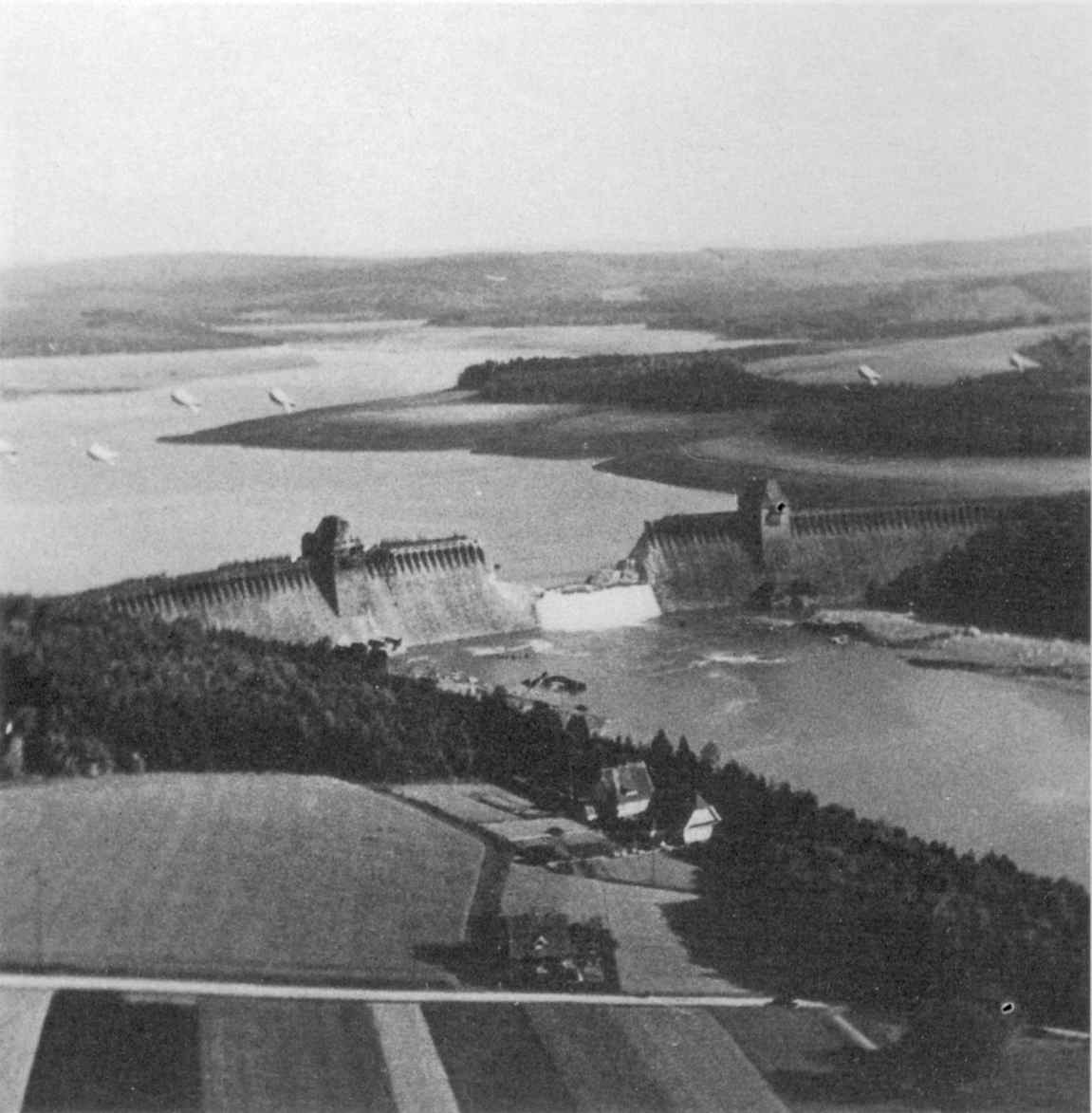
Sechs Sperrballone der Luftwaffe über der zerstörten Staumauer des Möhnesees (17. Mai 1943)

Ein Sperrballon ist ein mittelgroßer, mit einem Traggas, das leichter als Luft ist, gefüllter Fesselballon, der der Kriegsführung dient. Die Seile sollen den Angriff feindlicher Flugzeuge verhindern, weil durch Kontakt der Absturz droht.

## Wirkungsweise und Einsatz

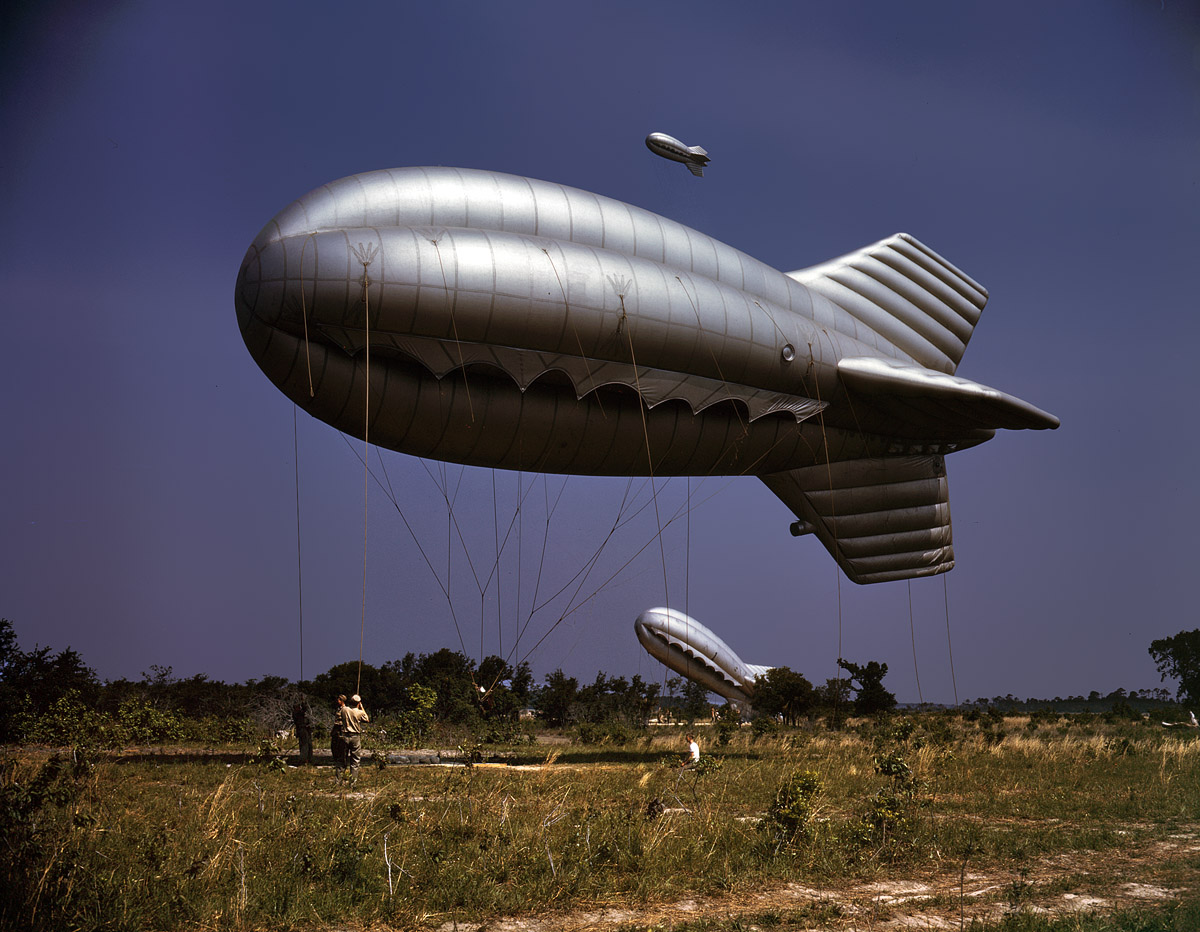
Sperrballon des US Marine Corps (1942)

Sperrballone sollten durch ihre Anwesenheit feindlichen Piloten den Anflug auf Bodenziele erschweren oder unmöglich machen, da die angreifenden Flugzeuge durch die Seile der Ballons zum Absturz gebracht werden konnten. Sperrballons zwangen den Piloten, in größerer Höhe zu fliegen, was sich im Fall von Bombern oder von Erdkampfflugzeugen negativ auf deren Treffgenauigkeit auswirkte oder gänzlich verhinderte, dass eine erfolgversprechende Schussposition eingenommen werden konnte.
Tief fliegende Kampfflugzeuge entzogen sich im Zielbereich dem Abwehrfeuer von Flugabwehrkanonen (Flak), sodass die Ablenkung nach oben auch hier für die Verteidiger nützlich war. Eine zusätzliche militärische Stärke der Ballons war ihre Unsichtbarkeit bei Nacht. Die maximale Stellhöhe von Sperrballons betrug 6.000 Meter. Das war an bedeckten Tagen in der Regel deutlich über der Wolkenschicht; die unter den Wolken fliegenden Angreifer konnten die Ballons nicht sehen.
Relativ dünne Seile (aus Stahl) sind vom schnellen Flugzeug aus mit dem Auge kaum rechtzeitig auszumachen, um erfolgreich ausweichen zu können. Auch wenn ein solches Seil nur mit einer relativ geringen Kraft gespannt ist, so verdreht es doch ein Flugzeug um seine Hochachse, wenn dieses sich – einseitig – an einem Seil verfängt. Dabei wird der Ballon beschleunigt zum Seilknick gezogen und verursacht durch die dabei wachsende Luftwiderstandskraft ein Ansteigen der Seilspannung. Das Seil gleitet dabei in Längsrichtung über die Flugzeughaut, sägt sich ein und kann sich zudem in Spalten oder an Anbauteilen verhaken. Durch Verlangsamung bis zum Strömungsabriss oder den Verlust von Tragflächen droht der Absturz.
Sperrballone waren zuletzt im Zweiten Weltkrieg im Einsatz, vor allem um Industrieanlagen oder Schiffe vor Luftangriffen zu schützen. Im Zweiten Weltkrieg setzten das Deutsche Reich, Großbritannien, die Sowjetunion und USA Sperrballons in großen Mengen ein. Die Briten experimentierten auch mit „Ballonschürzen“, wobei man mehrere Ballons mit Seilen zusammenband. Die Idee wurde vor allem deswegen wieder fallen gelassen, weil im Falle eines defekten Ballons alle damit verbundenen mit abstürzten und dabei häufig Stromleitungen beschädigten. Es gab auch Maßnahmen, Flugzeuge vor Sperrballons zu schützen. So stattete die Luftwaffe etwa die Baureihen Heinkel He 111 und Junkers Ju 88 vorn mit Ballonabweisern aus, die bei Berührung das Halteseil nach außen ablenken und möglichst auch kappen sollten. Dies wirkte sich jedoch ungünstig auf die Flugeigenschaften der Bomber aus und verringerte zudem die mitführbare Nutzlast.
Die Royal Air Force hatte bereits ein Jahr vor Kriegsbeginn Pläne fertig, London mit Hilfe von in der ehemaligen Luftschifffabrik in Cardington hergestellten Sperrballons vor feindlichen Flugzeugen abzusichern:

„Man könnte 600 Ballons in Abständen von 100 Yards voneinander quer über London verteilen, im Umkreis von zehn Meilen um Charing Cross herum. […] Vermutlich werden wir um die 50.000 Menschen dafür brauchen.“

Für die ersten zehn Sperrballon-Geschwader versuchten die Briten 5.000 „ältere“ (ab 38 Jahre) oder aus gesundheitlichen Gründen nicht wehrfähige Männer zu rekrutieren. Die Ausbildung fand am Abend und sonntags ganztags über einen Zeitraum von 15 Tagen statt.
Frankreich setzte 1938 Sperrballons im Rahmen des Spanischen Bürgerkriegs am Nordkamm der Pyrenäen in einer Höhe von 4.800 m ein, verzichtete jedoch aus Kostengründen auf einen Schutz von Paris gegen die Deutschen durch diese Technik. Zudem hielt man sie nicht für effektiv, weil die angreifenden Flugzeuge zunehmend Technik an Bord hatten, um die Seile der Ballons zu zerschneiden. Die Britische Luftwaffe hingegen schätzte gegen Ende des Zweiten Weltkriegs die Bedeutung der Ballonsperren rückblickend als lebenserhaltend für die Großstadt London bei den Blitzangriffen der Deutschen 1940–1941 ein.
Sperrballons wurden auch an Schiffsrümpfen befestigt, so 1942–1944 an der Amphitrite (nach Entfernung der Masten) im Plymouth Sound.
Moderne Kampfflugzeuge sind mit wesentlich genaueren Navigationseinrichtungen und Zielgeräten ausgestattet und können somit auch aus größerer Höhe angreifen. Vor allem aber hat die Einführung von Luft-Boden-Raketen dazu geführt, dass das Ziel nicht mehr direkt überflogen werden muss. Daher haben Sperrballone heutzutage keine praktische Bedeutung mehr.